# Neves buddhisták listája
Ebben a cikkben a buddhizmus minden ágáról azon neves buddhisták szerepelnek, akik nemzetközi jelentőséggel bírnak.

## Történelmi buddhista gondolkodók és iskolaalapítók
A személyek nemzetiség szerint vannak felsorolva, kivéve, amikor a hatásuk máshol volt érezhető.

### Buddha tanítványai és korai buddhisták
lásd még: Buddha tanítványai
- Buddha, Gautama Sziddhártha
- Ambapálí
- Ánanda, Sziddhártha unokatestvére, a Buddha személyes kísérője és az egyik legfőbb tanítványa
- Anáthapindika
- Angulimála
- Anuruddha
- Asszadzsi
- Adzsátasatru
- Bimbiszára
- Cshanna
- Csitta
- Dévadatta, Sziddhártha egy másik unokatestvére és későbbi riválisa, aki megpróbálta a Buddhát megölni
- Áláví Hatthaka
- Mahá Kaccsána
- Kaundinja
- Khéma
- Khuddzsuttara
- Kiszá Gótamí
- Kunda
- Mahákásjapa
- Mahánéma
- Malliká
- Maudgaljájana (szanszkrit, Moggallána páli), Buddha két legfőbb tanítványainak egyike.
- Májá Dévi
- Nanda
- Mahá Padzsápatí Gótamí
- Paszénadi
- Pindóla Bháradvádzsa
- Punna
- Ráhula, Sziddhártha herceg és Jasodhara egyedüli fia, aki még azelőtt született, mielőtt Sziddhártha trónjáról lemondott és elkezdte keresni a megvilágosodáshoz vezető utat.
- Szamavati
- Száriputta (páli, Sáriputra szanszkrit), Buddha két legfőbb tanítványainak egyike.
- Szubhúti
- Suddhódana
- Szundarí
- Szunita
- Upáli, az a tanítvány, aki a vinaját legjobban ismerte.
- Uppalavanná
- Velukandakíja
- Viszákha
- Jasodará, Sziddhártha herceg felesége mielőtt Sziddhártha trónjáról lemondott és elkezdte keresni a megvilágosodáshoz vezető utat.

### Későbbi indiai buddhisták (Buddha halála után)
- Árjadéva, Nágárdzsuna legfőbb tanítványa, a Madhjamaka iskola folytatója.
- Aszanga, Naradzsuna mellett a mahájána egyik legfontosabb filozófusa.
- Atísa, az “agytorna” (tib. lojong) tanítások őrzője, akit a tibeti buddhizmus Geluk iskolájának alapítójaként is emlegetnek.
- Bódhidharma, a zen/csán alapítója
- Bódhirucsi, a Ti-Lun iskola patriarchája.
- Buddhabhadra, a saolin alapítója.
- Buddhagósza, (théraváda kommentátor)
- Csandragomin, híres nyelvész
- Dharmakírti, híres gondolkodó, a Hét tanulmány szerzője; Dígnága tanítványának, Isvaraszenának tanítványa; állítólag szócsatát vívott a neves hindu tudóssal, Sankarával.
- Dígnága, híres gondolkodó
- Kamalasíla (8. század), fontos meditációról szóló szövegek szerzője.
- Luipa, a 84 tantrikus mahasziddha (egy bizonyos fajta jógi) egyike.
- Nágárdzsuna, a Madhjamaka iskola alapítója, sokan a mahájána egyik legfontosabb filozófusának tartják (Aszanga mellett)
- Náropa, (Tib. Naropa), Tilopa legfőbb tanítványa, Marpa (a fordító) és Khungpo Nyaldzsor tanítója.
- Padmaszambhava (Tib. Guru Rinpoche) a tibeti buddhizmus indiai alapítója.
- Prahévadzsra (Tib. Garab Dorje) a dzogcsen hagyomány indiai alapítója.
- Szaraha, híres mahásziddha, a tibeti kagyü vonal atyja.
- Sántaraksita, Nálanda apátja, fontos szerepet játszott Tibetben a buddhizmus terjesztésében.
- Santidéva, (8. század) a Bódhicsarjavátára szerzője.
- Talika, (tib. Tilopa), olyanoktól tanult, mint Nágárdzsuna, Nagpopa, Luipa, és Khandro Kalpa Zangmo; Náropa tanítója volt.
- Vaszubandhu, az Abhidharma-kósa és számos más jógácsára tanulmány szerzője; ezek vagy egy vagy több szerzőtől származnak.

### Indo-görög királyságok
- Dharmaraksita (i. e. 3. század), görög buddhista szerzetes, Asóka király misszionáriusa, és Nágaszéna tanítója.
- Mahádharmarakszita (i. e. 2. század), görög buddhista mester I. Menanderosz idején.
- Nágaszéna (i. e. 2. század), buddhista bölcs, akit Milinda, indo-görög király kérdezett a buddhizmusról az ún. Milinda-panyha szövegekben.

### Közép-Ázsia
- An Si-kao – pártus szerzetes, az első hittérítő Kínában, i.sz. 148 körül.
- Dharmarakṣa (kínai: 竺法護, pinjin: Zhú Fǎhù) – kusán szerzetes, elsőként fordított le a Lótusz szútrát kínai nyelvre.
- Dzsnyánagupta (561-592) – gandhárai (a mai Pakisztán területén) szerzetes és fordító.
- Kumáradzsíva (401. körül) – kusán szerzetes és jeles fordító.
- Lókakséma – kusán szerzetes, az első mahájána szövegek fordítója kínai nyelvre, i.sz. 180 körül.
- Pradzsnyá (810. körül) – kabuli szerzetes és fordító (fontos szövegeket fordított kínai nyelvre) és szanszkrit szövegeket tanított a japán Kúkai szerzetesnek.

### Kína
- Bódhidharma – a kínai csan buddhizmus első pátriárkája
- Fa-hszien – fordító, zarándok
- Fa-cang
- Hong Ji – kalligráfus, festő
- Ingen – 17. századi kínai szerzetes, a zen óbaku szekta alapítója
- Csi-cang – a kelet-ázsiai mádhjamaka alapítója
- Linji Ji-hszuan – 9. századi kínai szerzetes, a csan Linji iskola alapítója
- Szengcsan – a kínai csan buddhizmus 3. pátriárkája
- Wumen Huikai, author of the Gateless Gate
- Hszüan-cang – szerzetes, aki a jógácsárát Kínába hozta és megalapította a kelet-ázsiai jógácsára iskolát, jelentős zarándok és fordító
- Ji-csing – szerzetes, fordító
- Junmen Venjan – a csan buddhizmus öt iskolájának alapítója
- Jucsüan Senhsziu, Tang dynasty, Patriarch of "Northern School" sect of Chan Buddhism
- Csaocsou Kongsen – 9. századi csan mester
- Cse-ji – a tientaj iskola alapítója

### Tibet
- Gampópa – Dzsecun Milarepa tanítványa, a karma kagyü alapítója
- Dolpopa Serab Gyalcen – a dzsonang iskola alapítója
- Dzsamgon Kongtrul
- Longcsenpa – neves nyingma filozófus
- Mandarava – Padmaszambhava neves női tanítványa
- Marpa Locava – Náropa tanítványa, a kagyü vonal alapítója
- Milarepa – Marpa Locava legfőbb tanítványa
- Padmaszambhava – a nyingma iskola indiai alapítója
- Szakja Pandita – az egyik legnagyobb szakja filozófus
- Táranátha – jelentős dzsonang tudós
- Dzse Congkapa – 14. századi tibeti szerzetes, a gelug iskola alapítója
- Jese Cögyal – Padmaszambhava női tanítványa

### Japán
- Bankei Jótaku (1622–1693) – rindzai zen mester
- Dógen Zendzsi (1200–1253) – a szótó zen alapítója
- Eiszai (1141–1215)a rindzai alapítója
- Hakuin Ekaku (1686–1769) – rindzai zen
- Hónen (1133-1212) – a japán Tiszta Föld buddhizmus alapítója (dzsódo)
- Ikkjú (1374-1481) – zen buddhista mester és költő
- Ippen (1234–1289) – a japán tiszta föld iskola dzsi-sú szektájának alapítója
- Kúkai (774–835) – a singon szekta alapítója
- Mjóe (1173–1232) – singon és Kegon iskolák
- Nakahara Nantenbó (1839-1925) – zen mester és művész
- Nicsiren (1222-1282) – a nicsiren-buddhizmus alapítója
- Nikkó (1246–1333) – a nicsiren sósu alapítója
- Rjókan (1758–1831) – zen szerzetes és költő
- Szaicsó (767–822) – a tendai buddhizmus alapítója
- Sinran (1173–1263) – a dzsódo sin szekta alapítója, Hónen tanítványa
- Takuan Szóhó (1573–1645) – zen tanító
- Gempó Jamamoto (1866–1961) – zen mester
- Itó Sindzsó (1906-1989) – a Sinnjo-en alapítója

### Burma
- Aun Szan Szu Kji
- Ang Szán

### Thaiföld
- Ácsán Cshá

## Történelmi uralkodók és politikusok
- Anawrahta (1014–1077), a Pagan Birodalom alapítója, neki tulajdonítják a Théraváda buddhizmus elterjesztését Burma felső részén.
- Asóka király (i. e. 304–232), az ókori indiai Maurja Birodalom uralkodója, az első buddhista uralkodó, aki misszionáriusokat küldött Indián kívülre, az Óvilágba (阿育王).
- Brhadrata, a Maurja dinasztia utolsó uralkodója.
- Harsavardhana (606-648), indiai uralkodó, aki áttért a buddhizmusra.
- VII. Dzsajavarman (1181–1219), Kambodzsa királya.
- Kaniska, a Kusán Birodalom egyik uralkodója.
- Kubiláj kán Mongol császár.
- I. Menandrosz (páli: Milinda), i. e. 2. század, indo-görög király észak Indiában, aki megkérdezte Nágaszénát a buddhizmusról a Milinda-panyha szövegek szerint, és aki állítólag elérte később az arhat szintet.
- Mindon (1808–1878), Mianmar királya, aki segített összehozni az "ötödik buddhista tanácskozást".
- Ming-ti császár, Kína.
- Mongkut, Thaiföld királya és a Dhammajuttika rend alapítója.
- Sótoku herceg (574-622), Japán régens és herceg.
- Vu Cötian (625-705), a kínai történelem egyetlen császárnője.

## Buddhisták, akik más területről ismertek
- Adam Yauch amerikai zenész, rendező, producer, Beastie Boys-tag
- Alanis Morissette kanadai énekes-dalszerző[1]
- Allen Ginsberg költő[2]
- Boromisza Tibor,[3] festő
- Courtney Love amerikai énekes-dalszerző[4]
- David Beckham angol labdarúgó[5]
- Dennis Weaver amerikai színész
- Deepak Chopra indiai származású amerikai fizikus, író
- Ellison Onizuka (1946–1986), amerikai űrhajós
- Hetényi Ernő (1912-1999), író, műfordító, orientalista
- Goldie Hawn amerikai színésznő
- Herbie Hancock amerikai zongorista és dalszerző
- Hollósy József (1860–1898) festő, buddhista filozófus
- Jack Kerouac amerikai író
- Jackie Chan hollywoodi színész
- Jet Li hollywoodi színész[6][7][8]
- Kate Bosworth amerikai színésznő[9]
- Kate Hudson amerikai színésznő
- k.d. lang kanadai énekes[10][11]
- Keanu Reeves kanadai színész[12]
- Laár András,[13] humorista, költő, zeneszerző, színész, dalszövegíró, buddhista pap, a L’art pour l’art Társulat és a KFT együttes alapító és jelenlegi tagja.
- Leonard Cohen kanadai énekes/dalszerző/költő[14][15]
- Miranda Kerr ausztrál szupermodell[16]
- Naomi Watts brit-ausztrál színésznő.[17]
- Oliver Stone amerikai filmrendező[18]
- Orlando Bloom angol színész[19]
- Phil Jackson amerikai kosárlabdaedző
- Philip Glass dalszerző[20][21]
- Richard Gere amerikai színész[22]
- Roberto Baggio egykori, olasz labdarúgó.[23]
- Sharon Stone amerikai színésznő, producer, és korábbi divatmodell.[24]
- Steve Jobs Apple Inc.[forrás?]
- Steven Seagal amerikai színész és aikido szakértő
- Sting angol énekes-dalszerző
- Terebess Gábor író, műfordító, keramikus, könyvtervező, orientalista könyvkiadó.
- Tiger Woods amerikai golfozó[25]
- Tina Turner amerikai énekes-dalszerző
- Thuy Trang (1973–2001), vietnámi-amerikai színésznő[26]
- Tony Jaa thaiföldi harcművész-színész, kaszkadőr[27]
- Uma Thurman amerikai színésznő[28][29]
- Victoria Adams, a Spice Girls egykori tagja és David Beckham felesége.
- Viktor Pelevin író[30]